# Закарий Акулисский
Закарий Акулисский (26 сентября [6 октября] 1630, сел. Верхние Акулисы — 1691, там же) — армянский купец, хронист, уроженец торгового и культурного центра - поселения Акулис. Оставил после себя дневник, который считается ценным памятником исторической литературы XVII века и важным источником по историографии региона. Его записи отличаются многообразием тем: автор подробно описывает торговые пути и станции глазами купца, приводит сведения об экономической жизни — ценах на продукты, аренде деревень, стоимости земли. Дневник содержит этнографические материалы о наследственном праве, брачных обычаях, гостеприимстве, борьбе со стихийными бедствиями и народных верованиях. Кроме того, как очевидец, Закарий оставил заметки об экономической и политической жизни Ирана, Османской империи, Грузии, Венеции и Голландии. Особое значение имеет и языковая сторона его труда: исследователи считают его одним из первых писателей, употреблявших в литературе армянский народный язык.

## Биография
Учился у местного священника Мелкума, грамоте — у своего дяди Амира Саркавага. В 1647 году в сопровождении родственника, купца Никогоса, с вьюком шёлка был отправлен в Турцию «для изучения торгового дела». Имея собственный капитал в 150 марчил (около 90 рублей золотом) в сотовариществе с другими торговцами, занялся торговлей; посещая рынки Ирана и Турции, приобрёл опыт в торговом деле. В 1658 году посетил крупные европейские рынки: Венецию, Амстердам и приморские города Португалии, Испании и Италии. В последующих торговых путешествиях по Ирану и Турции приобрёл значительный капитал, увеличил своё недвижимое имущество в родном селе. Ссужал деньги под проценты купцам, помещикам и Эчмиадзинскому католикосу.
Скончался в 1691 году (или немного позднее) в Акулисах.

### Семья
Отец — Агамир, мать — Савгуль.
Брат — Шмавон (заведующий Ереванским монетным двором, сборщик пошлин), сёстры — Ханум, Фарихан, Зариф.

## Сочинения
В 1647—1691 годах вёл сохранившиеся до настоящего времени записи о своих торговых путешествиях по странам Европы и Азии.